# Safety Management System
Een Safety Management System (SMS) is een systematische benadering om veiligheid te regelen door middel van organisatorische structuren, procedures en een beleid. Dit systeem wordt geïmplementeerd door rederijen om de veiligheid op een schip te verzekeren en de maritieme omgeving te beschermen. Daarnaast is het ook een belangrijk onderdeel van de International Safety Mangement code (ISM-code) en specificeert het de praktische toepassing van de te volgen procedures en beleid.

## Geschiedenis
SMS kwam tot stand bij de invoering van de ISM-code die opgesteld werd na de Herald of Free Enterprise accident. In 1987 verliet deze RoRo ferry de Belgische haven van Zeebrugge richting Dover, de Engelse haven. Omdat de boegdeuren nog open waren en het schip drie voet dieper in het water stond dan normaal, stroomde er tonnen water in de lagere dekken. De stabiliteit daalde sterk en het schip zonk na slechts enkele minuten. De reden dat de deuren nog open stonden, was omdat een oververmoeide werknemer in slaap lag in zijn cabine. Zijn oververmoeidheid is het gevolg van een lange ketting aan gebreken in het management systeem. Niet enkel die van het schip zelf, maar ook die van de scheepseigenaars.

## Inhoud
De inhoud van een Safety Management System is zodanig opgesteld dat het beschrijft hoe een schip dagelijks moet opereren, hoe noodoefeningen moeten uitgevoerd worden en wat de procedures zijn bij noodgevallen. In de eerste plaats ligt de verantwoordelijkheid van een dergelijke opstelling bij de eigenaar van het schip, maar het is ook mogelijk om dit over te laten aan de bemanning aangezien zij de structuur van het schip kennen.

### Belangrijkste hoofdstukken
- Algemeen
- Veiligheid- en milieubeleid
- Aangewezen persoon (Designated Person)
- Middelen en personeel
- Verantwoordelijkheid en autoriteit van de kapitein
- Verantwoordelijkheid en autoriteit van het bedrijf
- Operationele procedures
- Noodprocedures
- Rapporteren van accidenten
- Onderhoud en records
- Documentatie
- Review en evaluatie

Dit is het basis principe, de werkelijke inhoud varieert naargelang het type cargo en type schip.

### Basisinformatie om veiligheid op een schip te verzekeren
- Details van het schip
- Procedures en richtlijnen om te handelen tijdens een noodsituatie
- Duidelijke informatie van de autoriteit en duidelijke communicatie tussen de bemanningsleden
- Procedures en richtlijnen om accidenten en dergelijke te rapporteren
- Veiligheid- en milieubescherming beleid
- Procedures en richtlijnen om de veilige operatie van schepen te verzekeren en de maritieme omgeving te bescherming in overeenkomst met de bijhorende wetgeving van de vlaggenstaat
- Procedures voor interne vergaderingen en management reviews[2]

## Elementen die het SMS complexer maken
Met de opkomst van e-mail, zijn de administratieve taken aan boord uitgebreider geworden. Tijdens de reis worden Telex-berichten ontvangen en verzonden en bovendien is er geen radio-officier meer aan boord waardoor al de administratie bij de bemanning terechtkomt. De kust heeft daarom meer checklists en procedures opgesteld. Daarnaast door regelgevingen zoals het rapporteren van ieder incident aan boord, is meer papierwerk noodzakelijk.